# Phyllonorycter sublautella
Phyllonorycter sublautella är en fjärilsart som först beskrevs av Henry Tibbats Stainton 1869.  Phyllonorycter sublautella ingår i släktet guldmalar, och familjen styltmalar.
Artens utbredningsområde är:
- Bulgarien.
- Frankrike.
- Grekland.
- Italien.
- Kroatien.
- Montenegro.

Inga underarter finns listade i Catalogue of Life.